# Adolf Stoecker

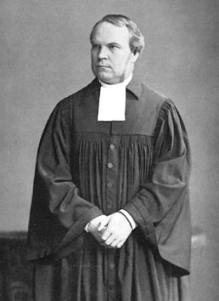
Hofprediger Adolf Stoecker

Christian Adolf Stoecker (* 11. Dezember 1835 in Halberstadt; † 2. Februar 1909 in Gries bei Bozen) war ein evangelischer deutscher Theologe und Politiker. Er war von 1874 bis 1890 ein Hof- und Domprediger der preußischen Könige und Deutschen Kaiser Wilhelms I. und Wilhelms II. am Berliner Dom.
Stoecker begründete mit den Christlich-sozialen die sogenannte Berliner Bewegung, die rückwärtsgewandte Elemente mit modernen vereinte. Programmatisch trat sie auf einer protestantischen Grundlage antikapitalistisch, antiliberal und antisozialistisch auf, verknüpft durch einen scharfen Antisemitismus, der sich gegen den „verjudeten“ Großkapitalismus wie gegen die „verjudete“ politische Linke richtete. Das politische Fernziel Stoeckers war eine christlich-deutsche Theokratie als Ständestaat. Er repräsentierte eine politische Splittergruppe.

## Leben

### Herkunft
Christian Adolf Stoecker wurde als zweites von vier Kindern des Johann Christian Stoecker in kleinbürgerlichen Verhältnissen in Halberstadt geboren. Der Vater Johann Christian Stoecker stammte aus dem Dorf Langeln, war der Sohn eines Tagelöhners und hatte den Beruf des Schmieds erlernt. Er diente zur Zeit der Geburt seines Sohnes Adolf im Kürassier-Regiment „von Seydlitz“ (Magdeburgisches) Nr. 7 in Halberstadt und wurde nach dem Ende seines Militärdiensts Gefängnisinspektor. Adolf Stoeckers Mutter war die Tochter eines Schneiders und förderte energisch die schulische Laufbahn ihres Sohnes. Da der Sohn auf dem Halberstädter Domgymnasium überdurchschnittliche Leistungen zeigte, konnte er Mitschülern Nachhilfeunterricht geben und so einen Beitrag zum Schulgeld für sich und seine Geschwister leisten. Bedeutender noch aber war, dass Adolf Stoecker so in engere Beziehungen mit den dem gehobeneren Bürgertum entstammenden Familien seiner Mitschüler trat. Zum christlichen Glauben fand Stoecker nach eigenen Angaben während seines letzten Schuljahres 1853. Besonderen Einfluss übte dabei der der Erweckungsbewegung nahestehende Halberstädter Domprediger Martin Hugo Lange auf ihn aus.
Nach dem Abitur studierte er ab Ostern 1854 evangelische Theologie und Philosophie in Halle. Für drei Tage in der Woche erhielt er beim Theologie-Professor August Tholuck Freitisch. Er schloss sich zunächst der Landsmannschaft Neoborussia an, trat aus dieser 1855 aber aus, um das suspendierte Corps Borussia wiederaufleben zu lassen. Nachdem einer seiner Corpsbrüder eine nächtliche Ruhestörung begangen hatte und Stoecker als Senior des Corps Borussia den Namen des Täters nicht preisgeben wollte, wurde er mit vierzehn Tagen Karzer und dem Verweis von der Universität bestraft. Er studierte daher an der Friedrich-Wilhelms-Universität Berlin weiter. 1859 schloss er sein Studium mit dem ersten theologischen und dem Oberlehrerexamen ab. Das zweite theologische Examen legte er in Magdeburg ab. Anschließend war er bis 1862 als Hauslehrer bei zwei adligen Familien in Zernickow in der Neumark und im kurländischen Rindseln tätig. 1862 reiste er über Deutschland und die Schweiz nach Italien, interessierte sich dabei für protestantische Bewegungen wie die Waldenser und besuchte den Vatikan.

### Zur beruflichen und kirchenpolitischen Biographie
Im Jahr 1863 wurde Stoecker Pfarrer in Seggerde (Altmark). 1867 wurde er vom Konsistorium in den Industrieort Hamersleben bei Magdeburg versetzt. Im selben Jahr heiratete er Anna Krüger, Tochter eines Brandenburger Kommerzienrats. In seiner Pfarrertätigkeit vertrat er eine schlichte Theologie, die er mit der angenommenen Simplizität seiner Adressaten begründete. „Nicht um neue, originelle Gedanken“ gehe es ihm, die würden seine Zuhörer nicht begreifen, sondern um „die alten einfachen Wahrheiten“. „Ein fröhliches Christentum“ sei sein „Ideal“, nämlich im Sinne von „freut euch, der Herr ist nahe“.
Im Jahr 1871 musste Stoecker seine Pfarrstelle in Hamersleben verlassen. Die Gemeinde hatte sich einem von ihm aus sittlich-moralischen Gründen verhängten Verbot einer Tanzveranstaltung widersetzt. Unhaltbar geworden bat er um seine Versetzung. Noch im selben Jahr konnte er als Divisionspfarrer nach Metz in Elsaß-Lothringen gehen, das dem kurz zuvor begründeten Deutschen Reich einverleibt worden war. Sein Wirkungsfeld waren die preußischen Soldaten der Festung Metz, von den eingesessenen Metzern sah er sich als von „Deutschfeinden“ umgeben.
Mit Aufnahme seiner ersten Pfarrstelle begann 1863 eine Korrespondenz mit dem Herausgeber der Neuen Evangelischen Kirchenzeitung, Hermann Meßner. Sie leitete eine bis 1886 andauernde Autorentätigkeit für diese Zeitschrift ein.
Am 17. Oktober 1874 trat Stoecker eine Stelle als vierter Hof- und Domprediger beim preußischen Hof am Berliner Dom an. Bei Hofe war man aufgrund seiner kaisertreuen und nationalistischen Artikel in der Neuen Evangelischen Kirchenzeitung auf ihn aufmerksam geworden, die religiöse Mary von Waldersee hatte zusätzlich für ihn geworben. Im selben Jahr wurde er Mitglied des Generalsynodalvorstands der altpreußischen Landeskirche.
Im Jahr 1877 übernahm Stoecker die Leitung der Berliner Stadtmission. Aus der Stadtmission entwickelte sich eine Diakonie, die sich der Kranken, Behinderten und sozial benachteiligten Gruppen annahm. Von ihm verfasste und vervielfältigte „Pfennigpredigten“ erreichten zeitweise eine hohe Auflage. 1883 wurde er zum zweiten Hof- und Domprediger befördert und 1887 Herausgeber der Deutschen evangelischen Kirchenzeitung.
Seine Stelle am Hof verlor er 1890 aufgrund seiner parallelen und umstrittenen politischen Aktivitäten. Im selben Jahr gründete er den Evangelisch-sozialen Kongress. Auch liberale Intellektuelle wie Friedrich Naumann und Adolf von Harnack oder Otto Baumgarten gehörten ihm an.
Als liberale Theologen den Evangelisch-sozialen Kongress zunehmend dominierten, trat Stoecker, der den Liberalismus bekämpfte, 1896 wieder aus und gründete mit einigen Gleichgesinnten die Freie kirchlich-soziale Konferenz. Die Mitglieder dieser Vereinigung „gehörten ausschließlich der kirchlichen Rechten an“.

## Politische Biografie

### Allgemeines
Im Jahr 1878 gründete sich wesentlich auf Stoeckers Initiative die „Christlich-Soziale Arbeiterpartei“. 1881 wurde sie in „Christlich-soziale Partei“ umbenannt. Ziel der CSAP war es, auf die Arbeiterschaft, soziale Basis der sozialistischen Bewegung („Sozialdemokratie“), einzuwirken, um sie ihren originären, nun von Illegalisierung bedrohten politischen Repräsentanten zu entfremden.
Nach dem Scheitern ihrer Strategie bei der Reichstagswahl 1878 wandten sich die Christlich-Sozialen als nur mehr Christlich-Soziale Partei von der Arbeiterschaft ab und orientierten sich mit antisemitischer Propaganda auf die Mittelschichten. Sie gaben ihre parteipolitische Selbstständigkeit auf und gliederten sich in die Deutschkonservative Partei (DKP) ein. Wahlpolitisch blieben sie eine Splittergröße. Stoecker blieb bis nach der Jahrhundertwende ihr einziger Reichstagsabgeordneter. Von 1879 bis 1898 war er Abgeordneter für Minden-Ravensberg im Preußischen Abgeordnetenhaus. Von 1881 bis 1893 und von 1898 bis 1908 repräsentierte er den Wahlkreis Siegen-Wittgenstein-Biedenkopf im Reichstag, bis 1896 als Vertreter der Deutschkonservativen Partei. Hier wurde er entgegen den wahlpolitischen Misserfolgen seiner Bewegung wie seiner Person im übrigen Reich regelmäßig mit ungewöhnlich großen Mehrheiten gewählt (1887 in den Hauptwahlen, also vor der Stichwahl: 77,9 %).
1886 und 1889 sprach er sich im Deutschen Reichstag dafür aus, den Spirituosenexport in die deutschen Kolonien zu beschränken, da er dem offiziellen Ziel des Kolonialismus, nämlich der Zivilisierung der indigenen Bevölkerung, widersprach. Da aber nicht nur wichtige Firmen wie die des Hamburger Kaufmanns und nationalliberalen Abgeordneten Adolph Woermann vom Alkoholhandel profitierten, sondern auch der Fiskus, drang Stoecker mit seinen Anträgen nicht durch.
Im politischen Spektrum der Kaiserzeit bildeten die Christlich-Sozialen während ihrer Zugehörigkeit zur Deutschkonservativen Partei den „äußersten rechten Flügel“. Stoecker verfasste zu dieser Zeit auch Artikel in der Kreuzzeitung und war eng mit dem konservativen Politiker und Chefredakteur dieser Zeitung, Wilhelm Joachim von Hammerstein, in persönlicher Freundschaft verbunden. Zwischen 1887 und 1888 geriet Stoecker immer stärker in Widerspruch zur Politik von Reichskanzler Otto von Bismarck. Er hatte jedoch starken Einfluss auf den Kronprinzen Wilhelm, den er gegen Bismarck einzunehmen versuchte. Der Vorwärts, das Zentralorgan der SAP, wies mit der Veröffentlichung eines als „Scheiterhaufenbrief“ bezeichneten Dokuments nach, dass Stoecker gegen Bismarck intrigierte. Nach Bismarcks Entlassung durch Wilhelm II. im Jahr 1890 gewann Stoecker bei den Deutschkonservativen wieder an Einfluss. Noch im selben Jahr wurde Stoeckers Beförderung zum Oberhofprediger fällig, aber der Kaiser überging ihn, was die Aufforderung bedeutete, ein Entlassungsgesuch zu stellen. Wilhelm entsprach dem Gesuch Stoeckers in kürzester Frist.
Auf dem „Tivoli-Parteitag“ gelang es den Antisemiten 1892 in der DKP unter Stoeckers Führung, den Antisemitismus im Parteiprogramm zu verankern. Als nach den Reichstagswahlen von 1893, die der sozialistischen Linken trotz deren Verbot einen großen Erfolg gebracht hatte, die Deutschkonservativen die Beseitigung des allgemeinen Wahlrechts diskutierten, unterstützte Stoecker – nicht in den Reichstag gewählt – diese Position. Er habe das demokratische Wahlrecht immer schon abschaffen wollen.
Stoecker musste 1896 die DKP verlassen. Anlass dafür waren skandalöse Vorgänge, in die er sich verstrickt hatte. Seinem Freund von Hammerstein wurden schwere Unterschlagungen, Scheckfälschungen und sittlich-moralische Verfehlungen nachgewiesen, die zur nach außen gezeigten tiefen Christlichkeit seines Lebenswandels in scharfem Widerspruch standen. Stoecker hatte den Angegriffenen gedeckt. Auch seine Intrigen gegen Bismarck wurden ihm vorgehalten. Nach dem Hinauswurf Stoeckers aus der DKP trat seine Bewegung erneut als Christlich-Soziale Partei an. Sie ging nun enge Allianzen mit anderen ebenfalls dezidiert antisemitischen Parteien und Vereinigungen ein.

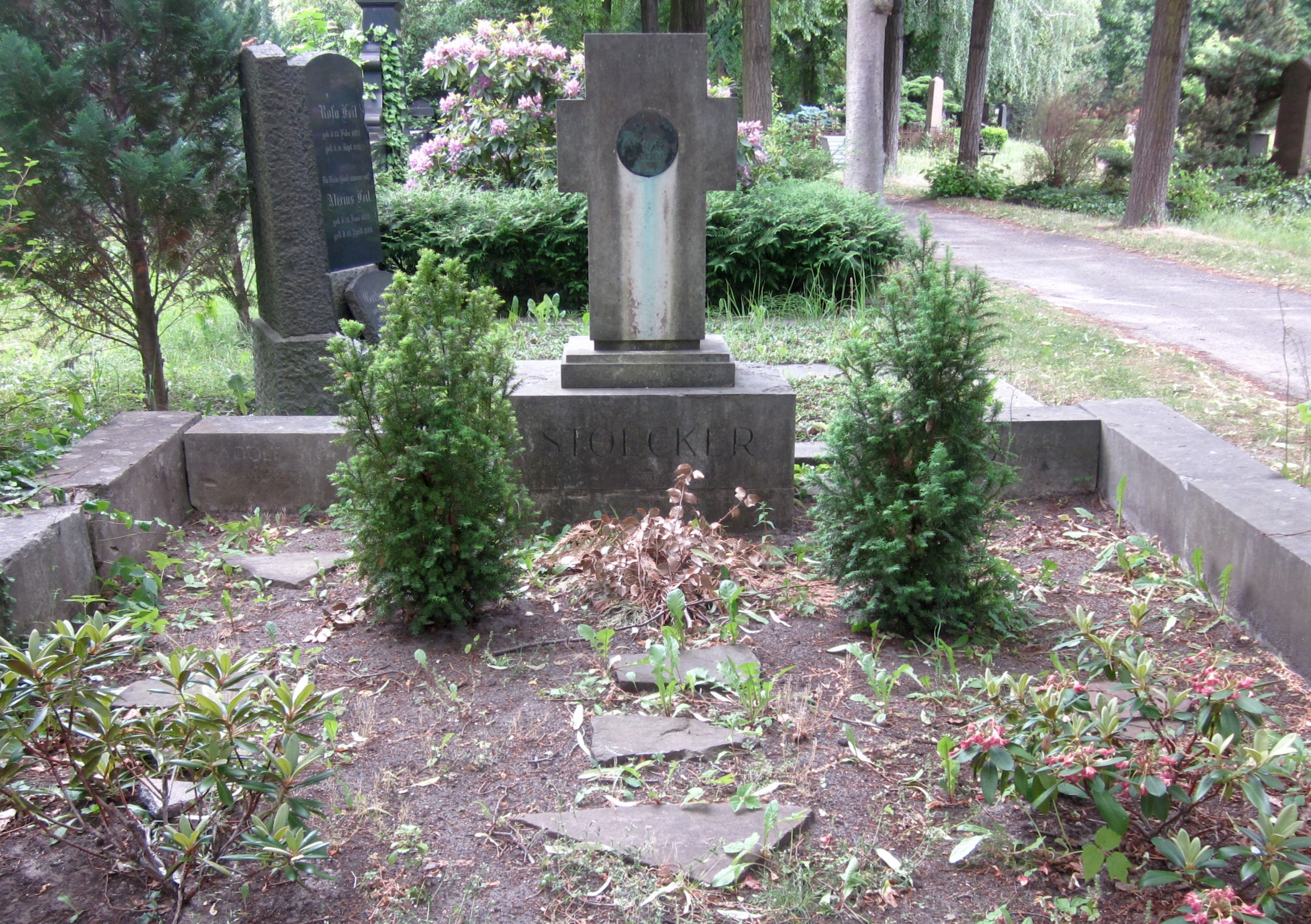
Grab von Adolf Stoecker

Adolf Stoecker starb im Alter von 73 Jahren bei einem Kuraufenthalt in der Grafschaft Tirol in Gries bei Bozen in der Villa Monsejour am 2. Februar 1909. Sein Grab befindet sich auf dem Friedhof II der Dreifaltigkeitsgemeinde an der Bergmannstraße in Berlin-Kreuzberg (Feld J).

### Das stoeckersche Programm und der Antisemitismus
Die Christlich-Sozialen, die Stoecker anführte, verbanden programmatisch althergebrachte, traditionelle und konservative Elemente mit eher neuartigen, progressiven und ungewohnten Ideen:
- Sie bekämpften die Ideen der Aufklärung, diffamierten sie als „französisch“ und verbreiteten eine nationalistische christlich-deutsche Heilslehre. Die Demokratisierung und Säkularisierung der politischen Strukturen lehnten sie ab. Das allgemeine, gleiche und geheime Wahlrecht war in ihren Augen eine schädliche Gleichmacherei, die Trennung von Staat und Kirche hielten sie für verderblich.
- Sie forderten den autoritären Ständestaat als christlichen Gottesstaat.
- Sie befürworteten eine paternalistische Unternehmensverfassung und „Sozialreformen“ aus der Hand der Unternehmer und der kaiserlichen Regierung.
- Sie waren chauvinistisch, verherrlichten das Militär und unterstützten eine imperialistische Kolonialpolitik.

Zugleich brachten sie drei neue Momente in das rechte politische Lager ein:
- Zum einen als neue Politikform die populistische „Bewegung“, mit der sie auf das allgemeine Verlangen nach demokratischer Teilhabe reagierten und ihre parlamentarischen Aktivitäten außerparlamentarisch unterstützten.
- Zum zweiten eine antikapitalistische Phraseologie.[16]
- Das verbindende Element war der Antisemitismus: Ob „Großkapital“ oder sozialistische Linke, die Gegner waren „verjudet“. Im christlich-sozialen Weltbild standen Juden und „Judenfreunde“ für alle Spielarten des Sozialismus, für den Linksliberalismus, den Kapitalismus, den Materialismus, den Atheismus. Sie alle seien Ausdrucksformen und Hervorbringungen des „internationalen Judentums“, das verschwörerisch die Unterwanderung und Vernichtung des „deutschen Volks“ – zu dem sie deutsche Juden nicht rechneten – plane.

In diesem Sinn betrachtete Stoecker sich als „Begründer“ und „Vater der antisemitischen Bewegung“. Er erhob „als erster den Antisemitismus zum zentralen Credo einer modernen politischen Partei“. Der Antisemitismus war und blieb sein „fundamental-zentrales“ Leitthema. Er war „ein integraler Bestandteil seines gesamten Denkens und seines öffentlichen Redens … Der Antisemitismus strukturierte und vitalisierte alles, was er sagte, schrieb und tat.“
Stoecker war einer der Erstunterzeichner der „Antisemitenpetition“ prominenter Judengegner. Sie denunzierte die Angehörigen der Minderheit als kollektive „Gefahr für unser Volksthum“. Sie verlangte unter anderem die Erfassung des jüdischen Bevölkerungsteils, den Ausschluss der jüdischen Deutschen aus allen obrigkeitlichen Funktionen und dem Lehramt der Volksschulen, ihre nur eingeschränkte Verwendung in den weiterführenden Schulen und der Justiz sowie ein Verbot der jüdischen Zuwanderung. In diesem Sinne vertrat Stoecker die Christlich-Sozialen 1882 auf dem Internationalen Antisemitenkongreß in Dresden.
Da Stoecker der Ruf anhing, ein Tumulte auslösender Hetzer zu sein, bemühte er sich in öffentlichen Auftritten vor einem gediegenen Publikum um den Anschein der Seriosität, Konzilianz und Besonnenheit. Daraus ergaben sich immer wieder Lügen. Seine Unterschrift unter die Antisemitenpetition bietet ein anschauliches Beispiel. Im Zusammenhang mit der Interpellation Hänel 1881 antwortete er im Preußischen Landtag auf die Frage „Haben Sie unterschrieben?“ mit „Nein“, woraufhin ihm seine Unterschrift vorgehalten wurde.
Gelegentlich distanzierte Stoecker sich vom Rassenantisemitismus. Andererseits zeigten er und seine Christlich-Sozialen sich solidarisch selbst mit Hermann Ahlwardt, dem wüstesten und zwielichtigsten Vertreter des „Radauantisemitismus“. Stoecker unterstützte Ahlwardt, der in ständiger Geldnot war und wegen Unterschlagung einer Schülerkasse aus dem Schuldienst entlassen worden war, auch finanziell. Der in der wilhelminischen Gesellschaft verbreitete Antisemitismus ging Stoecker nicht weit genug. Er versuchte, ihn zu radikalisieren. So betrachteten er und seine Christlich-Sozialen den deutschkonservativen „Tivoli-Parteitag“ zwar als einen antisemitischen Erfolg, zumal es ihnen gelungen war, eine Verurteilung der „Ausschreitungen des Antisemitismus“ zu verhindern, kritisierten aber doch zugleich die „großen Unklarheiten in bezug auf die Judenfrage“ vieler Deutschkonservativer.
Stoeckers antisemitische Aussagen schillerten zwischen einem traditionellen christlichen Antijudaismus und modernen ökonomisch, völkisch und rassisch begründeten Varianten, was ihre Anschlussfähigkeit erhöhte. Er trug maßgeblich zur Verbreitung des Antisemitismus in Politik, Kirche und Gesellschaft, vornehmlich aber im Protestantismus und in den konservativen Parteien bei. Er brüstete sich damit, „die Judenfrage aus dem literarischen Gebiet in die Volksversammlungen und damit in die politische Praxis eingeführt“ zu haben.

## Rezeption, Erinnerungskultur

Stoecker in dem populären Bildband Das deutsche Führergesicht, 1939

Die völkische Rechte und mit ihr die Nationalsozialisten rezipierten Adolf Stoecker als ihren Vorläufer und Wegbereiter. Durchweg positiv aufgenommen wurde er auch innerhalb des Weimarer Protestantismus. 1928 erschien eine erste umfassende, sich als einflussreich erweisende Biographie durch den Historiker Walter Frank (Hofprediger Adolf Stoecker und die christlichsoziale Bewegung). Sie war, so Frank, „aus dem Erlebnis der nationalsozialistischen Bewegung“ und der „Persönlichkeit“ Adolf Hitlers hervorgegangen, dem er „in herzlicher Verehrung“ seine Arbeit überbrachte. Frank sah in Stoecker wie in Hitler in gleicher Weise „Retter des Vaterlandes“. 1935 erschien eine zweite inhaltlich unveränderte Auflage des inzwischen zum Referenten der NSDAP für Fragen des historischen Schrifttums im Stab von Rudolf Heß aufgestiegenen Verfassers. 1933 erschien eine Schrift des universitären Theologen Paul Le Seur über Stoecker als den „Propheten des Dritten Reiches“. „In das große Neuwerden, das unter Gottes Führung durch Adolf Hitler … ward“, sei doch „etliches aus Stoeckers Wort“ mit eingebracht. Ebenfalls 1935 erschien in einem protestantischen Verlag eine Würdigung Stoeckers durch den christlich-sozialen Theologen Friedrich Brunstäd.
Auch nach dem Ende des Nationalsozialismus verlief die bundesdeutsche Rezeption grundsätzlich affirmativ. Die Autoren lobten nun nicht weiter den stoeckerschen Antisemitismus, sie relativierten ihn. Er sei nur „opportunistisch“ und von „sozial- und kirchenpolitischen Erwägungen“ motiviert gewesen. Durchgängig positive Zuwendung erfuhr Stoecker von Autoren aus dem Siegerland. Es gehe nicht an, Stoecker als einen Wegbereiter des Nationalsozialismus hinzustellen. Ein „extremer“ Antisemit sei er so wenig gewesen wie ein Nationalist. Ihm sei es um „deutsches Volkstum und deutsche Sitte“ und um Christlichkeit zu tun gewesen. Eine Aufzählung von Verdiensten und Würdigungen stellt der Artikel im populären Siegerländer Persönlichkeiten- und Geschlechter-Lexikon dar, dessen Verfasser Lothar Irle bekennender Antisemit, aktiver Nationalsozialist und führender Heimatchronist war. Bis heute gibt es im Hauptort seines Wahlkreises Siegen-Wittgenstein-Biedenkopf eine nach ihm benannte Straße. Bereits 1947 gab es einen Vorschlag der britischen Militärregierung, die nach einem „berüchtigten Judenhetzer“ benannte Straße umzubenennen. CDU und FDP lehnten gegen die Minderheit aus SPD und KPD ab. Ernst Bach als Sprecher der CDU erklärte Stoecker posthum zu einem potentiellen Retter vor dem Nationalsozialismus. Alle Bemühungen einer Entfernung des Straßennamens blieben bis in die jüngste Zeit erfolglos. Sein 1969 mit Einführung des Evangelischen Namenkalenders eingerichteter Gedenktag am 7. Februar wurde erst mit Wirkung ab dem Kirchenjahr 2013/2014 abgeschafft. Der Kalender wurde bewusst als revidierbar konzipiert. In diesem allerdings vergleichsweise wenig bekannten Verzeichnis stand Stoecker einige Zeit neben zahlreichen kirchlichen Gegnern und Opfern des Nationalsozialismus. Der Vorstand der Liturgischen Konferenz hat auf Antrag der Synode der Evangelischen Kirche in Mitteldeutschland schließlich entschieden, Adolf Stoecker nicht mehr im Namenkalender zu führen. Die Großstädte Bielefeld, Bochum und Mülheim an der Ruhr haben ihre Stoecker-Straßen 1987, 2007 bzw. 1995 umbenannt. In Brieselang (Landkreis Havelland in Brandenburg) ist bis zum heutigen Tage eine Straße nach Adolf Stoecker benannt; zuletzt berichtete der Brieselanger Kurier darüber kritisch im November 2003. In Hille-Eickhorst (Nordrhein-Westfalen) führte eine fünfeinhalbjährige, öffentliche Diskussion zwischen dem „Arbeitskreis Antisemitismus“ und Vertretern der evangelischen Kirche zur Umbenennung des Eickhorster Gemeindehauses. Dieses wurde 2007 von „Adolf-Stoecker-Haus“ in „Ev. Gemeindehaus Eickhorst“ umbenannt. Inzwischen findet auch auf den Webseiten der von Stoecker mitbegründeten Berliner Stadtmission eine kritische Aufarbeitung von dessen antisemitischer Haltung statt.
Der Historiker Hans-Ulrich Wehler kommt zu dem Schluss, Stoecker sei „Sprachrohr des Radauantisemitismus“ gewesen. Er „griff bedenkenlos jene bösartigen Klischees auf“, die dazu beitrugen, „die verhängnisvolle Entwicklung voranzutreiben, durch die der moderne Antisemitismus gesellschaftsfähig gemacht wurde“. „Wie skrupellos er das tat, enthüllen seine giftigen Tiraden gegen namentlich genannte Männer jüdischer Herkunft […] und seine perfiden Sympathien für ein energisches Vorgehen gegen jüdische Deutsche“. Stoecker repräsentiere eine „Politik der Gosse“.

## Schriften (Auswahl)
- Der religiöse Geist in Volk und Heer während des französischen Krieges. Vortrag, Berlin 1876
- Das moderne Judenthum in Deutschland, besonders in Berlin. Zwei Reden in der christl.-socialen Arbeiterpartei. Berlin 1879 (Die Rede Unsere Forderungen an das moderne Judenthum liegt im Volltext auf Wikisource vor)
- Zur Handwerkerfrage. Vortrag, Breslau 1880
- Die Bewegungen der Gegenwart im Lichte der christlichen Weltanschauung. Heidelberg 1881 online (PDF; 1,1 MB)
- Die persönliche Verantwortung der Besitzenden und Nichtbesitzenden in der sozialistischen Bewegung und Gegenwart. Vortrag. Basel 1881
- Eine entscheidende Stunde deutscher Geschichte. Halle 1881
- „Wirket so lange es Tag ist!“ Festpredigt bei der 50-jährigen Jubelfeier der Elberfeld-Barmer-Gefängnis-Gesellschaft am 14. Oktober 1883 über Ev. Joh. 9, v. 1–4. Elberfeld 1884
- Eins ist noth. Ein Jahrgang Volkspredigten über freie Texte. Berlin 1884
- Christlich-Sozial. Reden und Aufsätze. Bielefeld 1885
- Predigten. Berlin 1886
- Den Armen wird das Evangelium gepredigt. Ein Jahrgang Volkspredigten über die Evangelien des Kirchenjahres. Berlin 1887
- Die sozialen und kirchlichen Notstände in großen Städten. Vortrag, Stuttgart 1888
- Die sonntägliche Predigt. Berlin 1889
- Wandelt im Geist. Ein Jahrgang Volkspredigten über freie Texte. Berlin 1889
- Sozialdemokratie und Sozialmonarchie. Leipzig 1891
- Arm und Reich. Vortrag, Basel 1891
- Innere Mission und sociale Frage. Leipzig 1891
- Das Salz der Erde. Ein Jahrgang Zeitpredigten. Berlin 1892
- Wach’ auf, evangelisches Volk!. Berlin 1893
- Dreizehn Jahre Hofprediger und Politiker. Berlin 1895 Digitalisat
- Verheißung und Erfüllung. Ein Jahrhundert Volkspredigten über alttestamentliche Texte. Berlin 1897
- Die Leitung der Kirche. Ein Weckruf. Siegen 1899
- Reden im neuen Reichstag 1899. Siegen 1899
- An der Grenze zweier Jahrhunderte. Berlin 1900
- Das Evangelium eine Gotteskraft. Ein Jahrgang Volkspredigten über die Evangelien der neuen Perikopen. Berlin 1900
- Das christliche Sittlichkeitsideal und der Goethe-Bund. Hamburg 1901
- Kann ein Christ Sozialdemokrat, kann ein Sozialdemokrat Christ sein? Berlin 1901
- Beständig in der Apostellehre. Ein Jahrgang Volkspredigten über die Episteln der Eisenacher Perikopenreihe. Berlin 1901
- Welche Gefahren drohen dem kirchlichen Bekenntnis seitens der modernen Theologie und was können die evangelischen Gemeinden tun zur Abwehr? Gütersloh 1902
- Die drei Paladine des alten Kaisers. Erinnerungen aus großer Zeit. Essen 1906
- Kirche und die Frauenfrage. Wismar 1907